# Гульдхаммер, Расмус
Расмус Гульдхаммер (дат. Rasmus Guldhammer; род. 9 марта 1989 в Вайле, Дания) — датский профессиональный шоссейный велогонщик, выступающий за континентальную команду «Virtu Cycling». 

## Достижения
2008
4-й Гран-при Северной Ютландии
8-й Тур Фюна
2009
1-й  Чемпионат Дании U23 в групповой гонке
1-й Льеж — Бастонь — Льеж U23
2-й Тур Фландрии U23
3-й Гран-при Португалии
1-й Этапы 1 & 2
4-й Тур Дании
2010
2-й Тур Фюна
6-й Тур Дании
1-й  Молодёжная классификация
7-й Гран-при Хернинга
2011
1-й Этап 2b Триптик де Мон
2-й Тур Химмерланда
2013
3-й Рас Тайлтенн
4-й Гран-при Хернинга
5-й Гран-при Рингерике
9-й Тур Химмерланда
2014
1-й Гран-при Хаделанда
2-й Тур Химмерланда
3-й Скиве–Лёбет
4-й Тур Луара и Шера
1-й Этапы 4 & 5
7-й Джиро ди Тоскана
9-й Гран-при Виборга
2015
2-й Гран-при Хорсенса
4-й Тур Дании
4-й Тур Британии
4-й Тур Фьордов
5-й Вольта Лимбург Классик
5-й Классика Корсики
7-й Арктическая гонка Норвегии
8-й Трофей Лайгуэльи
9-й Гран-при Плуэ
10-й Ваттенфаль Классик
2016
2-й Велотон Уэльс
4-й Гран-при Хорсенса
8-й Гран-при Валлонии
2017
1-й Гран-при Сюндвольдена
1-й Гран-при Рингерике
2-й Гран-при Хорсенса
3-й Крейз Брейз Элит
1-й Этап 4
3-й Тур Луара и Шера
3-й Гран-при Виборга
4-й Тур Дании
5-й Трофей Истрии
6-й Круг Арденн
1-й Этап 2
6-й Тур Чехии
10-й Тур Люксембурга